# فلیپه نصر
لوئیز فلیپه دو اولیویرا نصر (پرتغالی: Luiz Felipe de Oliveira Nasr؛ زادهٔ ۲۱ اوت ۱۹۹۲ در برازیلیا) رانندهٔ مسابقات اتومبیل‌رانی اهل برزیل است. او قهرمان کنونی مسابقات خودروهای اسپورت ایمسا بوده و در مسابقه ۱۲ ساعته سبرینگ ۲۰۱۹ به پیروزی دست یافته‌است.
او پس از یک سال رانندگی برای ویلیامز در فصل ۲۰۱۴ به‌عنوان رانندهٔ رسمی آزمون، در فصل ۲۰۱۵ به‌عنوان رانندهٔ تمام‌وقت فرمول یک به سائوبر پیوست. با این حال، برای فصل ۲۰۱۷ جای خود در این تیم را به پاسکال ورلاین داد.